# Kim Dillen
Kim Dillen (Veldhoven, 15 januari 1983) is een Nederlandse atlete, die gespecialiseerd is in de middellange- en lange afstand. In 2012 maakte ze de stap naar de nationale top. 

## Loopbaan
In 2012 won Dillen de halve marathon van Eindhoven. In 2013 won ze de halve marathon in Schoorl. Ze werd derde op de 10.000 m tijdens de Nederlandse kampioenschappen in 2014. 
In april 2014 debuteerde Dillen op de marathon tijdens de marathon van Parijs. Ze werd er tiende in 2:41.11. Een half jaar later ging het op de marathon van Eindhoven alweer bijna vijf minuten sneller. Ze eindigde er achter drie Poolse deelneemsters als eerste Nederlandse op de vierde plaats in 2:36.35.
In 2015 nam Dillen deel aan de Nederlandse indoorkampioenschappen, waar ze zilver pakte op de 3000 m. Een week later schreef ze de 20 van Alphen (20 km) op haar naam. In november was ze de eerste Nederlandse tijdens de Dam tot Damloop (16,1 km). In december werd ze tweede tijdens de Montferland Run (15 km). Op 19 december voldeed Kim Dillen aan de EK-limiet op de halve marathon. Zij noteerde op de halve marathon van Dronten een tijd van 1:12.50 en bleef daarmee 20 seconden onder de vereiste limiet van de Atletiekunie.
Op de halve marathon tijdens de EK, die op 10 juli 2016 plaatsvond, finishte Dillen in 1:16.11 als 49e. Hierbij moet worden aangetekend, dat haar eindtijd werd beïnvloed door het feit, dat zij in de slotfase haar landgenote Jamie van Lieshout had bijgestaan, toen die vanwege de inspanningen dreigde te bezwijken.

## Persoonlijke records
Baan
| Afstand  | Prestatie | Datum        | Plaats     |
| -------- | --------- | ------------ | ---------- |
| 1500 m   | 4.25,89   | 20 mei 2013  | Hulst      |
| 3000 m   | 9.22,72   | 14 juli 2013 | Kortrijk   |
| 5000 m   | 16.10,84  | 5 juni 2013  | Wageningen |
| 10.000 m | 34.03,37  | 21 juni 2013 | Eindhoven  |

Weg
| Afstand        | Prestatie | Datum             | Plaats              |
| -------------- | --------- | ----------------- | ------------------- |
| 5 km           | 16.32     | 21 mei 2017       | Nijmegen            |
| 10 km          | 33.26     | 25 juni 2016      | Appingedam          |
| 15 km          | 51.29     | 6 december 2015   | 's-Heerenberg       |
| 10 Eng. mijl   | 57.24     | 22 september 2019 | Amsterdam           |
| 20 km          | 1:10.39   | 1 maart 2015      | Alphen aan den Rijn |
| halve marathon | 1:12.50   | 19 december 2015  | Dronten             |
| marathon       | 2:33.24   | 24 september 2017 | Berlijn             |

Indoor
| Afstand | Prestatie | Datum            | Plaats    |
| ------- | --------- | ---------------- | --------- |
| 3000 m  | 9.32,22   | 21 februari 2015 | Apeldoorn |

## Palmares

### 3000 m
- 2015:  NK indoor - 9.32,22

### 5000 m
- 2013: Wageningen Loopgala - 16.10,81
- 2013: 7e NK - 17.04,08

### 10.000 m
- 2013  Eindhoven avondwedstrijd - 34.03,37
- 2014:  NK - 35.52,41

### 5 km
- 2013:  Marikenloop - 16.40
- 2015:  Marikenloop - 16.38
- 2015:  Stratenloop Werkendam - 16.57
- 2017:  Marikenloop - 16.32
- 2017:  Gemert City Run - 17.02
- 2017:  Global-e Runnersworld Hardloopgala Gilze - 16.40
- 2019:  Marikenloop - 16.48

### 10 km
- 2010: 12e NK in Schoorl - 37.58
- 2012: 5e NK in Utrecht - 35.48
- 2013:  NK in Utrecht - 33.56
- 2013:  marathon Brabant - 34.57
- 2014: 6e NK in Schoorl - 34.52
- 2014: 8e Singelloop Utrecht - 34.25
- 2014:  Oudejaarsloop, Hilvarenbeek - 33.58
- 2015:  NK in Schoorl - 33.36
- 2015:  Voorthuizen Loopt - 35.40
- 2015:  Royal Ten in Den Haag - 34.21
- 2015:  Van Oers BelsLijntjeLoop, Baarle-Nassau - 34.38
- 2016: 5e NK in Schoorl - 34.47
- 2016: 6e Parelloop - 35.29
- 2016:  Stadsloop Appingedam - 33.26
- 2017: 14e NK in Schoorl - 35.46
- 2017: 5e  Stadsloop Appingedam  - 34.31
- 2017: 12e Tilburg Ten Miles - 34.22
- 2019:  NK in Schoorl - 33.50
- 2023: 20e NK in Schoorl - 35.14

### 12 km
- 2014: 6e Zandvoort Circuit Run - 44.29

### 15 km
- 2013: 6e Zevenheuvelenloop - 51.53
- 2014:  Montferland Run - 52.00
- 2015: 4e Zevenheuvelenloop - 52.04
- 2015:  Montferland Run - 51.29
- 2018: 26e Zevenheuvelenloop - 55.55
- 2018: 7e Montferland Run - 55.01

### ten miles
- 2013: 13e Dam tot Damloop - 57.13
- 2014: 7e Dam tot Damloop - 57.14
- 2015: 9e Dam tot Damloop - 56.34
- 2019: 8e Dam tot Damloop - 57.24

### 20 km
- 2015:  20 van Alphen - 1:10.39
- 2016:  20 van Alphen - 1:10.55
- 2017:  20 van Alphen - 1:15.09

### halve marathon
- 2012:  halve marathon Eindhoven - 1:18.26
- 2013:  Groet uit Schoorl Run - 1:16.43
- 2013:  NK te Venlo - 1:16.38
- 2013: 5e Bredase Singelloop - 1:15.43
- 2013:  Houtwijk Kerstloop - 1:14.17
- 2014:  NK in Den Haag - 1:15.56
- 2014:  Leisure World Kerstloop - 1:15.21
- 2015: 8e halve marathon van Egmond - 1:17.05
- 2015:  Bredase Singelloop - 1:14.55
- 2015:  halve marathon van Dronten - 1:12.50
- 2016: 7e Spaans Kampioenschap halve marathon Santa Pola - 1:13.03
- 2016: 9e halve marathon van Zwolle - 1:17.42
- 2016: 49e EK - 1:16.11
- 2017:  NK te Nijmegen - 1:17.58

### marathon
- 2014: 10e marathon van Parijs - 2:41.31
- 2014: 4e marathon van Eindhoven - 2:36.35
- 2017: 10e marathon van Berlijn - 2:33.24